# Amplinus flavicornis
Amplinus flavicornis är en mångfotingart som beskrevs av Pocock 1909. Amplinus flavicornis ingår i släktet Amplinus och familjen Aphelidesmidae. Inga underarter finns listade i Catalogue of Life.